# 키스 검스
키스 제롬 카얌바 검스 투키조(영어: Keith Jerome Kayamba Gumbs Tukijo, 중국어: 基夫, 1972년 9월 11일 ~ )는 세인트키츠 네비스의 전 축구 선수로 선수 시절 포지션은 공격수였으며 세인트키츠 네비스 대표팀 역사상 국제 A매치 최다 득점 기록 보유자이다.

## 선수 시절

### 클럽
1989년 뉴타운 유나이티드에서 데뷔한 이후 2013년 은퇴할 때까지 24년동안 공격수로 활약했고 특히 뉴타운 유나이티드 소속으로 자국 리그인 세인트키츠 네비스 프리미어리그 5회 우승(1989, 1992, 1993, 1997, 1998)을 맛보았고 산후안 제이블로테 소속으로 2000 시즌 트리니다드 토바고 프리미어 풋볼 리그 3위, FA 트로피 4강, 퍼스트 시티즌컵 우승, 2001 시즌 디지셀 프로볼 준우승에 기여한 뒤 해피밸리 AA 소속으로 2001-02 시즌 홍콩 퍼스트 디비전 리그 준우승, 2002-03 시즌 홍콩 퍼스트 디비전 리그 우승, 홍콩 시니어 챌린지 실드 준우승, 홍콩 리그컵 준우승에 기여했다.
그리고 2004-05 시즌부터 2006-07 시즌까지 킷치 SC 소속으로 활약하며 2004-05 시즌 홍콩 1부 리그 3위, 홍콩 시니어 챌린지 실드와 홍콩 FA컵 4강, 2005-06 시즌 홍콩 시니어 챌린지 실드 우승, 2006-07 시즌 홍콩 1부 리그 준우승과 홍콩 FA컵 4강, 홍콩 리그컵 2회 연속 우승(2005-06, 2006-07)에 기여했다.
이후 2007-08 시즌부터 2011-12 시즌까지 인도네시아 리가 1의 스리위자야 FC 소속으로 활약하며 리그 2회 우승(2007-08, 2011-12), 피알라 인도네시아 3회 우승(2007-08, 2008-09, 2010), 2회 연속 AFC 챔피언스리그 투 16강 진출(2010, 2011) 등에 공헌했고 2013 시즌에는 같은 인도네시아 리가 1의 아레마 FC 소속으로 활약하며 2013 시즌 리그 준우승과 멘포라컵 우승 등에 기여한 것은 물론 멘포라컵 최우수선수와 득점상을 동시에 휩쓸었다.

### 국가대표팀
국제 A매치 데뷔전인 영국령 버진아일랜드와의 1993년 카리브컵 예선 5조 2차전 홈 경기에서 A매치 데뷔골을 터뜨리며 팀의 5-1 대승과 함께 사상 첫 카리브컵 본선 진출에 일조했고 1993년 카리브컵 본선에서도 팀의 4강 진출에 일조했다.
그리고 1995년 카리브컵 예선에서도 무려 5골을 터뜨리며 활약했지만 팀은 앤티가 바부다와의 5조 2라운드 승부차기에서 3-4로 무릎을 꿇었고 2년 뒤 자국에서 열린 1997년 카리브컵 본선에서는 4경기 2골을 터뜨리며 팀의 준우승을 이끌었으며 캐나다와의 2014년 FIFA 월드컵 북중미카리브 지역 2차 예선 D조 최종전을 끝으로 A매치 통산 41경기 24골의 기록을 남긴 후 국가대표팀 은퇴를 선언했다.

## 지도자 경력
2011-12 시즌에는 스리위자야 FC의 피지컬 코치 겸 선수로 활약한 뒤  2016년에는 스리위자야 FC의 수석 코치로 잠시 활동하며 리그 4위의 성적에 이바지했다.

## 대회 성적

### 클럽
뉴타운 유나이티드
- 세인트키츠 네비스 프리미어리그 : 우승 (1989, 1992, 1993, 1997, 1998)

 산후안 제이블로테
- 트리니다드 토바고 프리미어 풋볼 리그 : 3위 (2000)
- 트리니다드 토바고 FA 트로피 : 4강 (2000)
- 퍼스트 시티즌컵 : 우승 (2000)
- 디지셀 프로볼 : 준우승 (2001)

 해피밸리 AA
- 홍콩 퍼스트 디비전 리그 : 우승 (2002-03), 준우승 (2001-02)
- 홍콩 시니어 챌린지 실드 : 준우승 (2002-03)
- 홍콩 리그컵 : 준우승 (2002-03)

 킷치 SC
- 홍콩 퍼스트 디비전 리그 : 준우승 (2006-07), 3위 (2004-05)
- 홍콩 시니어 챌린지 실드 : 우승 (2005-06), 4강 (2004-05)
- 홍콩 FA컵 : 4강 (2004-05, 2006-07)
- 홍콩 리그컵 : 우승 (2005-06, 2006-07)

 스리위자야 FC
- 리가 1 : 우승 (2007-08, 2011-12)
- 피알라 인도네시아 : 우승 (2007-08, 2008-09, 2010)

 아레마 FC
- 리가 1 : 준우승 (2013)
- 멘포라컵 : 우승 (2013)

### 국가대표팀
세인트키츠 네비스
- 카리브컵 : 준우승 (1997), 4위 (1993)

### 개인 수상
- 멘포라컵 득점상 및 MVP : 2013